# إدوارد داونز
إدوارد داونز (بالإنجليزية: Edward Downes)‏ هو ناقد موسيقي أمريكي، ولد في 12 أغسطس 1911 في بوسطن في الولايات المتحدة، وتوفي في 26 ديسمبر 2001.